# Лодыженская, Елизавета Александровна
Елизавета Александровна Лодыженская (в ряде источников Ладыженская; урожденная Сушкова; 1828—1891) — русская писательница и переводчица

.

## Биография
О её детстве информации практически не сохранилось, да и прочие биографические сведения о ней очень скудны и отрывочны; известно лишь, что Елизавета Лодыженская родилась в 1828 году и происходила из дворян; родная сестра мемуаристки Екатерины Александровы Хвостовой, двоюродная сестра поэтессы Евдокии Ростопчиной и писательницы Елены Ган.
Писала под псевдонимом «С. Вахновская»; в 1850-х годах прошлого столетия активно сотрудничала с журналом «Русском вестнике», где, среди прочих поместила свои рассказы: «Лето в Гапсале» (посвящен И. С. Тургеневу, «Русский вестник», 1856) и «Неудавшаяся жизнь» (Русский вестник, 1858).
В 1859 году в Москве Е. А. Лодыженская издала самостоятельный сборник «Рассказов и очерков», среди которых был, по мнению А. Гельвиха, «талантливо написанный» рассказ «Современные толки» о том, как толкуют в гостиных и на дворянских собраниях об освобождении крестьян, интересен по светлым взглядам писательницы на некоторые явления русской жизни той эпохи.
Владея английским языком, Лодыженская занималась и переводами, в частности, ей принадлежит перевод на русский язык «Нравственной философии» Ральфа Уолдо Эмерсона изданный в Санкт-Петербурге в 1868 году.
В «Русском вестнике» за 1872 год (№ 2, стр. 637—662) были размещены замечания Е. А. Лодыженской на «Воспоминания» сестры Е. А. Хвостовой, вызвавшие возражения В. Бурнашова в «Русском мире», под заглавием: «Заметка о белых перчатках и о пистолете, заряженном клюквою».
Елизавета Александровна Лодыженская скончалась в 1891 году.